# Flugzeugkollision über dem Tal des Todes
Bei einem Luftkampfausbildungsflug im Rahmen der Fluglehrerausbildung der Luftwaffe in den USA kollidierten am 26. Juli 1990 zwei McDonnell F-4E Phantom II über dem Tal des Todes in Kalifornien, USA. Beide Flugzeuge stürzten in die Wüste in der Nähe der Siedlung Furnace Creek. Bei dem Unfall wurde die Besatzung eines der beiden Flugzeuge tödlich verletzt.

## Verlauf
Zwei Phantom-Jagdbomber der 20th Tactical Fighter Training Squadron  der US-Luftwaffe (USAF) starteten am späten Vormittag des 26. Juli 1990 auf der US-Luftwaffenbasis George Air Force Base in Kalifornien zu einem Ausbildungsflug im örtlichen militärischen Flugübungsgebiet über dem Nationalpark Death Valley. Im Rahmen der Fluglehrerausbildung der US Air Force für die deutsche Luftwaffe sah der Flugauftrag eine Ausbildung in den Grundlagen des Luftkampfes (englisch Basic Fighter Maneuvers (BFM)) zwischen zwei Flugzeugen vor. Bei einem der Luftkampfmanöver ereignete sich die Kollision. Beide Luftfahrzeuge wurden dabei so schwer beschädigt, dass sie nicht mehr flugfähig waren und stürzten in die Wüste ca. 8 Meilen (rund 13 km) südwestlich der Siedlung Furnace Creek, in der sich auch das Besucherzentrum für den Nationalpark befindet.
Die Besatzung des Luftfahrzeuges mit dem Kennzeichen 67-266 bestand aus einem deutschen Waffensystemoffizier in der Ausbildung zum Waffenlehrer (IWSO) im hinteren und einem amerikanischen Fluglehrer im vorderen Cockpit. Beide konnten sich mit den Schleudersitzen retten. Die Besatzung der Phantom mit dem Kennzeichen 75-630 bestand aus einem deutschen Piloten in der Ausbildung zum Fluglehrer (IP) auf dem vorderen und seinem amerikanischen Fluglehrer auf dem hinteren Sitz. Beide erlitten bei dem Unfall tödliche Verletzungen.
Beide Luftfahrzeuge wurden von der 20. Tactical Fighter Training Squadron der USAF betrieben. Das Luftfahrzeug mit dem Kennzeichen 67-266 war eine F-4E der US-Luftwaffe. Die F-4E mit dem Kennzeichen 75-630 gehörte der deutschen Luftwaffe und war für die Ausbildung deutscher Flugschüler an die 20. Staffel abgestellt. Aus statusrechtlichen Gründen trug dieses Flugzeug US-amerikanische Hoheitsabzeichen und ein Kennzeichen der USAF.